# Pulwar

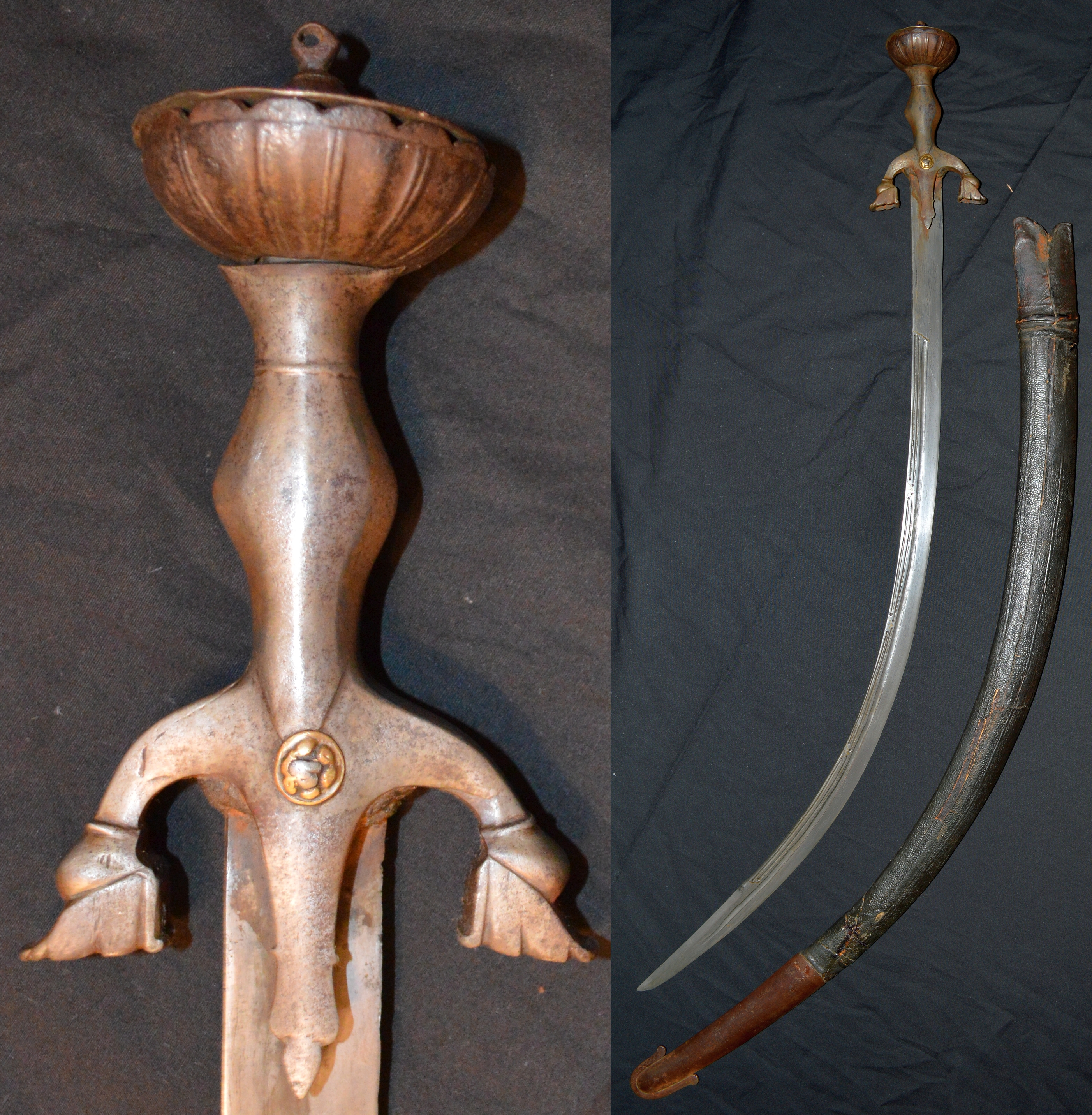
Pulwar afgan, sec.XIX, lamă profund curbată de 82 cm din oțtel damasc, însemnat pe o parte cu semnul creatorului și o inscripție islamică, inserții de aur de-a lungul lamei, mâner de fier cu gardă întoarsă si teacă din lemn acuperit cu piele.

Pulwar sau pulouar este o sabie originară din Afganistan. Este sabia tradițională a oamenilor Pashtun.

## Origine
Pulwarul își are originea alături de alte săbii, cum ar fi saif-ul arab, shamshir-ul, kilij-ul turc, și talwar-ul indian, toate acestea bazate pe vechile săbii din Asia Centrală. Inițial, cuțitul Khyber (chhoora sau chhara) a servit drept arma oamenilor de rând, în timp ce clasele înalte își puteau permite să importe săbii din țările vecine (Persia și India). De-a lungul timpului, afganii au combinat caracteristicile săbiilor importate și le-au adaptat astfel creând pulwarul. Cele mai multe săbii pulwar datează de la începutul secolului al 19-lea.

## Caracteristici

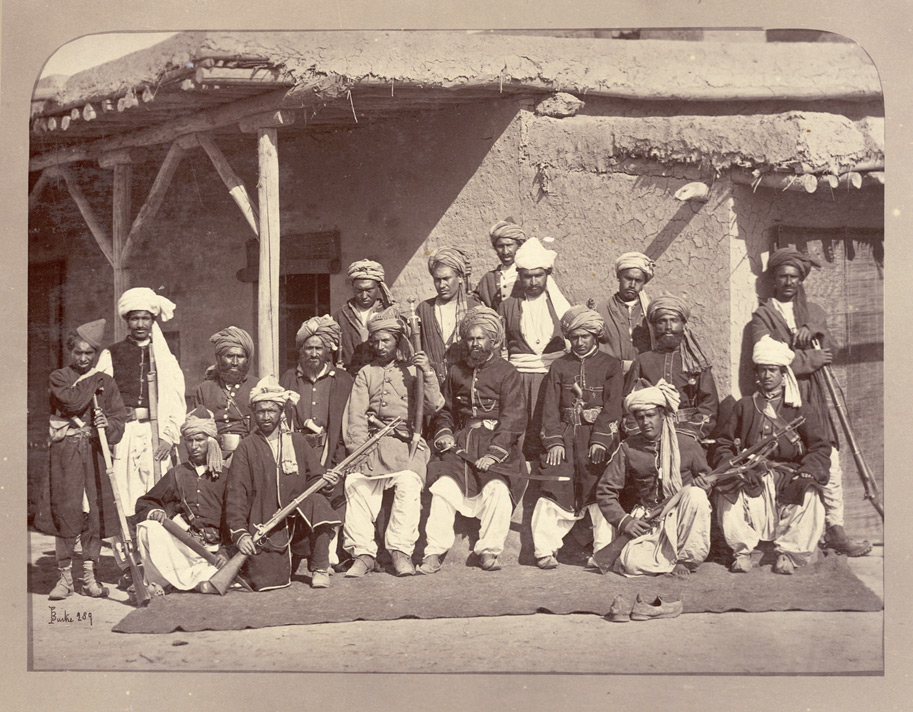
Poliția afgană ca. 1880, un bărbat în apropiere de centrul grupului deține un pulwar în teacă în poziție verticală; în stânga lui un alt om deține un shamshir persan peste poala lui.

Împrumutând caracteristici de la săbiile tărâmurilor vecine, pulwarul poate fi descris ca o versiune afgană a talwar-ului indian. Unele mânere de pulwar au fost montate pe lame persane care sunt mai subțiri, mai curbate și mai conice spre vârf  decât cele robuste de pulwar. Mânerul se caracterizează prin garda înconvoiată cu varfurile scurte îndreptate spre varful lamei, ca unele săbii de tip shamshir și saif (caracteristică tipică săbiilor produse în Qajar perioada Iran). Ca și la talwar, mânerul este realizat din fier și este atașat  lamei prin folosirea unui foarte puternic adeziv. Spre deosebire de discul care înconjoară măciulia tulwarului, măciulia pulwarului este în formă de ceașcă. Atât mânerul cât și lama pot fi gravate cu bogate inscripții, desene, imagini.

## Vezi și
- Sabie
- Shamshir
- Talwar